# Bouts du monde

Bouts du monde est une revue de carnets de voyage.

## Description
Bouts du monde est une revue trimestrielle de carnets de voyage créée à Angers en 2008 par William Mauxion, et éditée par la société Bouts du monde Editions.
Elle présente principalement des récits de voyages d'amateurs ou professionnels, de type carnet, photos et dessins.
Dès 2013, Bouts du monde est distribuée en librairie (avec un tirage de 3000 exemplaires). Elle fait  148 pages et coûte 15 euros.

## Histoire
La revue a été créée à Angers en 2008. Autour de 2010, il y a eu un arrêt de publication pendant un an dû à la défection de l'éditeur. Elle renaît fin 2010 avec un format différent et sans publicités.
Entre 2008 et 2016, Bouts du monde a publié 400 auteurs environ dont Eric Shifton, Alexandre Sattler, Thomas Goisque et Sylvain Tesson...
Elle a rejoint en 2016 l'Union des éditeurs de voyage indépendant qui regroupe neuf maisons d'édition (Ginkgo, Transboréal, Magellan&Cie, Elytis, Géorama, Editions Nomades, Intervalles, Nevicata)
Fin 2016, Bouts du monde a publié le livre Brèves de voyages.